# Naturschutzgebiet Holthauser Bachtal

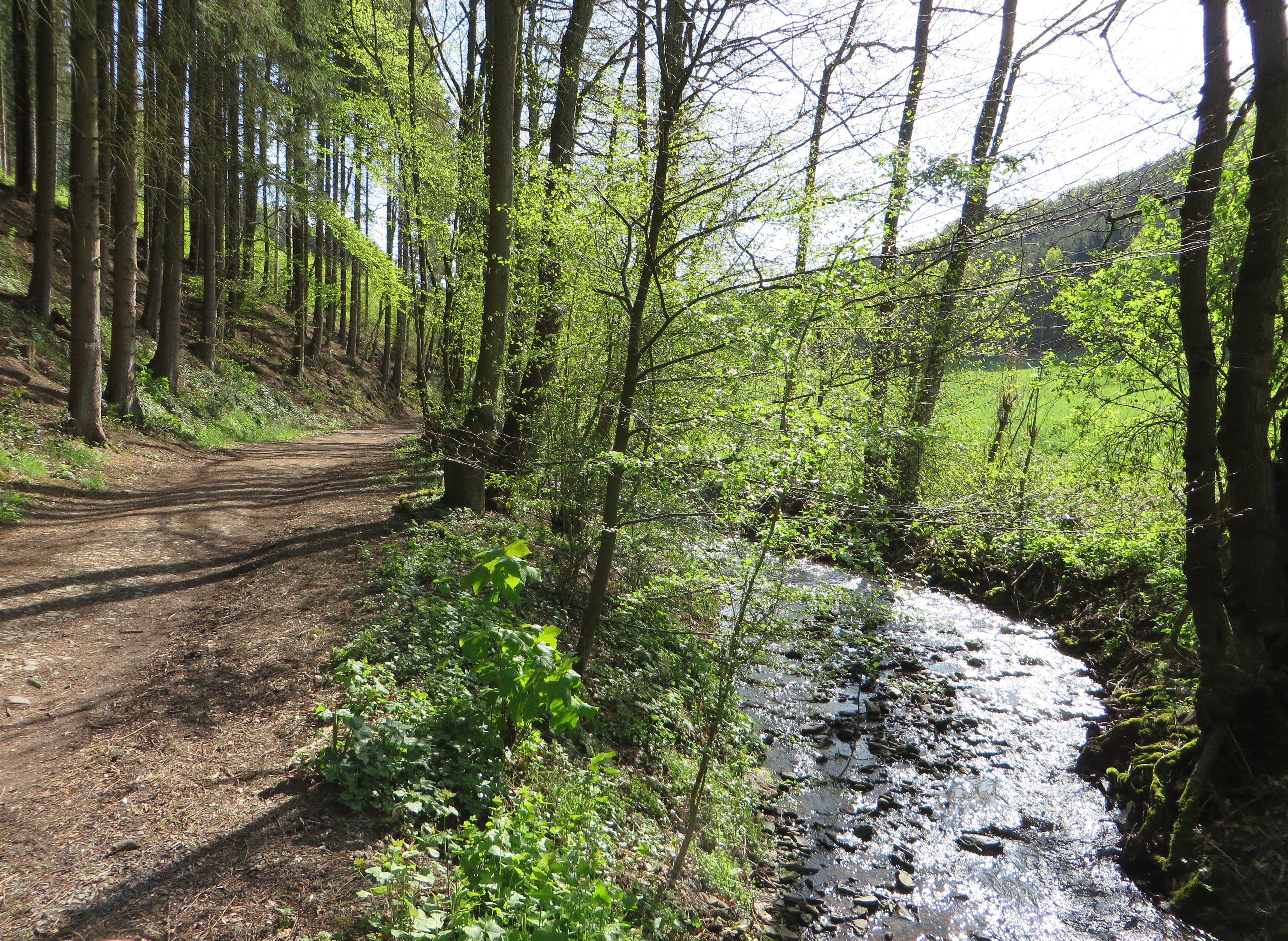
Das Naturschutzgebiet Holthauser Bachtal (2016)

Das Naturschutzgebiet Holthauser Bachtal befindet sich auf dem Gebiet der kreisfreien Stadt Hagen in Nordrhein-Westfalen. Das Naturschutzgebiet liegt südlich des Hagener Stadtteils Holthausen entlang des Holthauser Baches. Es umfasst ein z. T. naturnah ausgebildetes Bachtal, das Kerb- und Sohlentalabschnitte aufweist, mit angrenzenden Laubholzbeständen und seitlichen Zuflüssen. Der Bach ist im unteren Bereich z. T. begradigt und befestigt.

## Bedeutung
Das 13,1706 ha große Gebiet ist seit 1992 unter der Kennung HA-020 wegen der besonderen Eigenart und der hervorragenden Schönheit des Mittellaufes des Holthauser Baches als Naturschutzgebiet ausgewiesen. Schutzziele sind die Erhaltung und Wiederherstellung von Lebensgemeinschaften oder Lebensstätten bestimmter wildlebender Pflanzen- und wildlebender Tierarten im Talraum des Holthauser-Baches, der Erhalt und die Entwicklung uferbegleitender und feuchtigkeitsliebender Krautfluren sowie des bachbegleitenden Erlen-Eschensaumes mit ihren charakteristischen Pflanzen- und Tierarten  und der Erhalt und die Ausweitung der Quellmulden und Tümpelquellen einschließlich einer guten Uferzonierung sowie der von einer extensiven Nutzung abhängigen Feuchtwiese mit ihren spezifischen Pflanzen- und Tierarten.